# Darkest Hour
 For alternative betydninger, se Darkest Hour (flertydig). (Se også artikler, som begynder med Darkest Hour)
Darkest Hour er et amerikansk metalcore/melodisk dødsmetal-band, som blev dannet i 1995 i Washington D.C. Deres album fra 2007, Deliver Us blev placeret som nummer 110 på Billboard albumhitliste, med et salg på 6,600.

## Historie
Darkest Hour blev dannet i 1995 og bestod oprindeligt af vokalist John Henry, guitarist Michael Schleibaum, bassist Raul Mayorga og trommeslager Matt Maben.
Bandet udgav sin første ep, The Misanthrope, i 1996 gennem et lokalt pladeselskab kaldet Death Truck Records. I 1999 udgav Darkest Hour endnu en ep, The Prophecy Fulfilled, denne gang gennem Art Monk Construction. Efter andenguitarist Fred Ziomek, bassist Billups Allen og trommeslager Ryan Parrish kom med i bandet, udgav de deres første fulde lp The Mark of the Judas i 2000 gennem det nu lukkede M.I.A. Records. På grund af deres skift fra hardcore til melodisk metalcore ignorerer bandet oftest deres første to udgivelser, og henviser til The Mark of the Judas som deres første album.[kilde mangler]
The Mark of the Judas blev ikke distribueret særlig bredt, da M.I.A. Records gik bankerot kort efter albummets udgivelse.
På trods af at Darkest Hour nu stod uden pladeselskab, havde de dog gjort sig bemærket nok til at få en kontrakt i hus med Victory Records. Debuten på dette nye pladeselskab, So Sedated, So Secure, blev udgivet 7. august 2001. Efter udgivelsen af albummet blev Billups afløst af Paul Burnette, og Ziomek forlod bandet. Albummet blev senere genudgivet af Victory 7. marts 2006, med flere bonusegenskaber.
Bandet fortsatte med at turnere med Schleibaums gamle ven Mike Garrity som midlertidig reserve på lead guitar. Til sidst fandt bandet dog Parrishs ven, Kris Norris, som ny lead guitarist, og de kunne derefter begynde arbejdet på deres næste plade.
I Garritys tid som guitarist oplevede bandet at blive arresteret i Roland, Oklahoma for angiveligt at besidde marijuana, samt for "ulovligt umporteret" øl. De modtog en bøde på 6000$; Schleibaum kunne betale for sig selv, Burnette og Garrity. Parrish og Henry måtte blive i fængsel i et par timer, mens resten af bandet fandt penge til at kunne betale deres kaution.
Deres andet album, Hidden Hands of a Sadist Nation, blev udgivet 20. maj 2003. Albummet, som var produceret af den kendte svenske pladeproducer Fredrik Nordström, viste et skift fra bandet hidtidige melodisk metalcore-stil, og til en mere melodisk dødsmetal-præget stil. Som et resultat deraf fik albummet stor opmærksomhed fra mainstreamdelen af metalmiljøet, til det punkt hvor de fik en invitation om at optræde på Ozzfest 2004. Albummet blev også kendt for dets politiske tekster, hvor flere sange kritiserede amerikansk militarisme post-11. september. Det blev genudgivet af Victory 13. juli 2004 med en bonussang og en ekstra dvd med bonusmateriale.
Darkest Hour udgav deres fjerde studie-lp, Undoing Ruin, 28. juni 2005. Albummet blev produceret af Devin Townsend (Strapping Young Lad) i Greenhouse Studios i Vancouver, og var bandets første til at nå Billboard 200, hvor det kom ind på en 138. plads og solgte 8.484 i første uge alene.
I starten af 2007 var bandet i Vancouver for at arbejde på deres næste plade med Townsend. 7. marts 2007 udsendte Victory Records en pressemeddelelse hvori de bekræftede at titlen på albummet var Deliver Us; det blev udgivet 10. juli.
Bandet har senest optrådt på Sounds of the Underground's turné i 2007 sammen med GWAR, Shadows Fall, Chimaira, Every Time I Die, Job for a Cowboy, Goatwhore, The Devil Wears Prada, The Number Twelve Looks Like You, This Is Hell, Amon Amarth, The Acacia Strain og Necro.
Darkest Hour færdiggjorde deres seneste turné med Unearth i New Haven, Connecticut 28. oktober 2007. De spillede også sammen med Suicide Silence og August Burns Red.

## Medlemmer

### Nuværende medlemmer
- John Henry — Vokal (1995– ), Guitar (Kun til liveoptræden i Veritas, Aequitas)
- Kris Norris — Lead guitar (2001– )
- Mike Schleibaum — Rytmeguitar (1995– )
- Paul Burnette — Bas (2001– )
- Ryan Parrish — Trommer (1999– )

### Tidligere medlemmer
| Navn          | Instrument | Periode   | Bemærkninger                                                                                                   |
| ------------- | ---------- | --------- | --- |
| Matt Maben    | Trommer    | 1995–1999 | Medvirkede på The Misanthrope og The Prophecy Fulfilled.                                                       |
| Raul Mayorga  | Bas        | 1995–1999 | Medvirkede på The Misanthrope og The Prophecy Fulfilled.                                                       |
| Billups Allen | Bas        | 1999–2001 | Medvirkede på den unavngivne 7"-split, The Mark of the Judas og So Sedated, So Secure.                         |
| Fred Ziomek   | Guitar     | 1999–2001 | Medvirkede på den unavngivne 7"-split, The Mark of the Judas, So Sedated, So Secure og Where Heroes Go to Die. |
| Mike Garrity  | Guitar     | 2002      | Medvirkede ikke på nogle indspilninger, da han kun var midlertidig afløser mellem Fred Ziomek og Kris Norris.  |
| Tom Lythgne   | Guitar     | 1995      | Spillede meget kort med bandet før den første egentlige line-up.                                               |
| Kevin Lamiel  | Bas        | 1995      | Spillede også kun kort med bandet.                                                                             |

## Diskografi

### Studiealbum
| Udgivelsesdato  | Album                                | Pladeselskab     | Højeste placering på Billboard | Bemærkninger                            |
| 19. juli 2000   | The Mark of the Judas                | M.I.A Records    | -                              | Debutalbum, out-of-print.               |
| 27. august 2001 | So Sedated, So Secure                | Victory Records  | -                              | Genudgivet 7. marts 2006                |
| 20. maj 2003    | Hidden Hands of a Sadist Nation      | Victory Records  | -                              | Genudgivet 13. juli 2004                |
| 28. juni 2005   | Undoing Ruin                         | Victory Records  | #138                           | -                                       |
| 3. oktober 2006 | Archives                             | A-F Records      | -                              | Genudgivelse af bandets første to ep'er |
| 10. august 2007 | Deliver Us                           | Victory Records  | #110                           | -                                       |
| 2009            | The Eternal Return                   | Victory Records  |                                |                                         |
| 2011            | The Human Romance                    | eOne             |                                |                                         |
| 2014            | Darkest Hour                         | Sumerian Records |                                |                                         |
| 2017            | Godless Prophets & the Migrant Flora | Southern Lord    |                                |                                         |

### Ep'er
- The Misanthrope (1996), Death Truck Records
- The Prophecy Fulfilled (1999), Art Monk Construction Records

### Andre
- Party Scars and Prison Bars: A Thrashography (DVD, 2005)
- Party Scars and Prison Bars Two and a Half: Live - Undoing Ruin (DVD, 2017)

## Fodnoter
1. ↑  Blabbermouth.net, "Smashing Pumpkins, Darkest Hour, Danzig, Beatallica First-Week Sales Revealed" Arkiveret 28. august 2007 hos  Wayback Machine, Hentet 18. juli, 2007.
2. ↑  Kingtuts.co.uk "Darkest Hour biography" Arkiveret 3. marts 2016 hos  Wayback Machine, 10. december 2006.
3. ↑  Party Scars & Prison Bars: A Thrashography
4. ↑  Blabbermouth.net, "SOUNDSCAN REPORT: CKY, MEGADETH, DEVILDRIVER, DARKEST HOUR, THROWDOWN" Arkiveret 6. juni 2011 hos  Wayback Machine, Posted July 6, 2005.
5. ↑  Blabbermouth.net, "DARKEST HOUR: New Album Title, Release Date Announced" Arkiveret 27. september 2007 hos  Wayback Machine, Posted March 7, 2007.